# Leopold Tyszkiewicz
Leopold Tyszkiewicz (ur. 11 listopada 1896 w Czerniowcach, zm. 5 listopada 1915 pod Bielgowem) – chorąży Legionów Polskich.

## Życiorys
Urodził się 11 listopada 1896 w Czerniowcach, w rodzinie Jana i Marii z domu Herczyk. Legitymował się tytułem hrabiego. Ukończył gimnazjum. 7 października 1914 wstąpił do Legionów. Służył w 2. pp, 24 grudnia 1914 został mianowany chorążym. Jako dowódca plutonu przeszedł wszystkie kampanie pułku aż do wołyńskiej, odznaczył się m.in. w kontrataku na pozycje nieprzyjacielskie między Ökörmező i Klivią. 4 listopada 1915 walcząc pod Bielgowem, które znajdowało się na Wołyniu, gdzie jako jeden z pierwszych poderwał do ataku żołnierzy polskich, którzy zdobyli bolszewickie okopy. W następnym dniu dowodzonym przez siebie oddziałem odpierał kilkakrotne ataki wojsk rosyjskich, które były poprzedzone intensywnym ostrzałem artylerii. Zginął próbując kontrataku, którego celem było zdobyć następną linię obrony nieprzyjaciela. Za te czyny został pośmiertnie odznaczony Krzyżem Srebrnym Orderu Virtuti Militari. Rodziny nie założył. 

## Ordery i odznaczenia
- Krzyż Srebrny Orderu Wojskowego Virtuti Militari (nr 7050) – pośmiertnie[3]
- Krzyż Niepodległości – pośmiertnie w 1931[3]

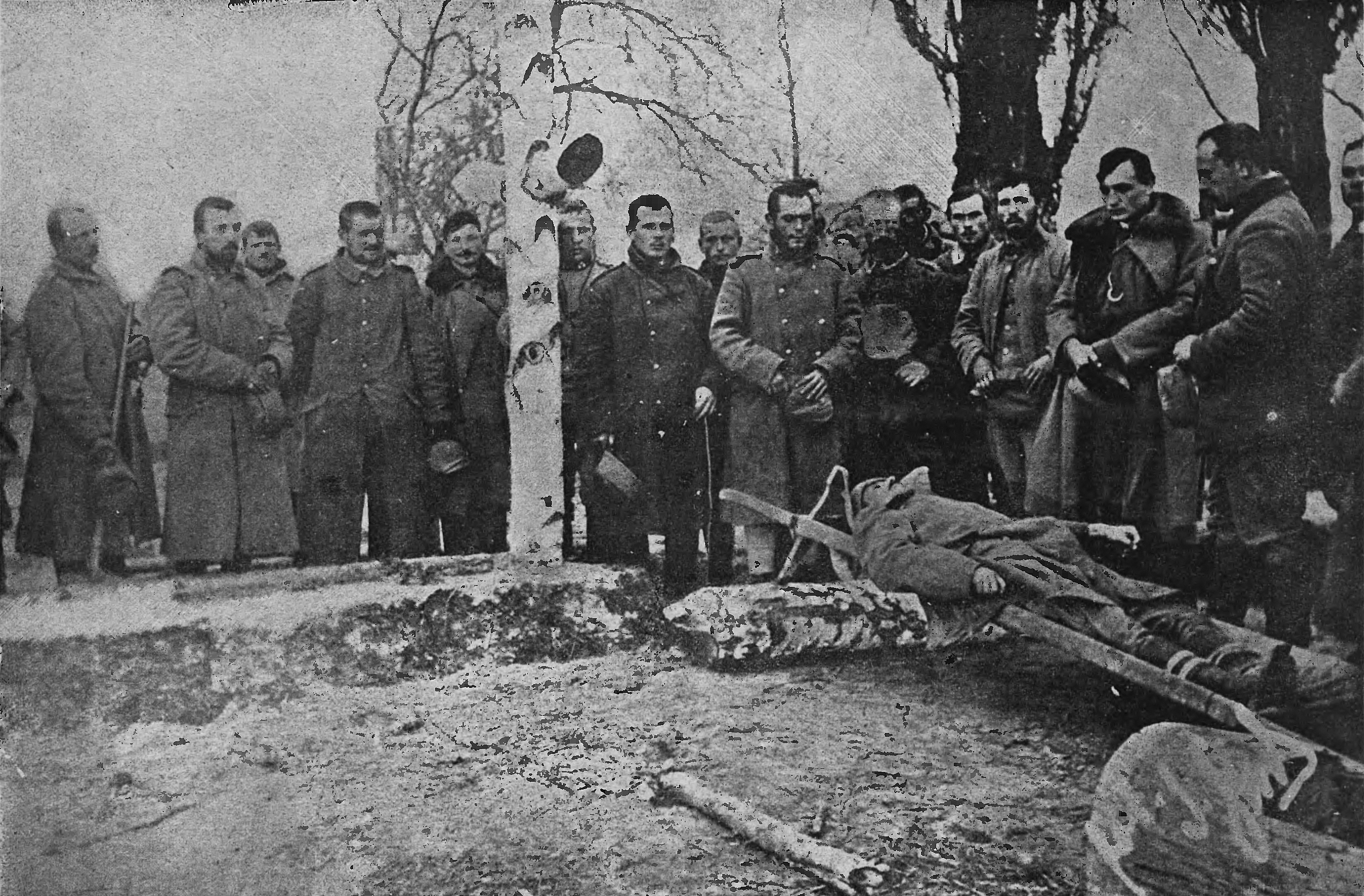
Pogrzeb Edmunda Szalita. Obok grób Leopolda Tyszkiewicza